# FrancoAngeli
FrancoAngeli è una casa editrice italiana specializzata nella pubblicazione di libri e riviste per l'aggiornamento di professionisti e studiosi, per la formazione universitaria e quella postuniversitaria. Ha sede a Milano e Roma.
Il fondatore, Franco Angeli, è morto il 3 novembre 2007 all'età di 77 anni.

## Storia
La casa editrice FrancoAngeli nasce nel 1955, in un periodo subito successivo alla ricostruzione postbellica, segnata dallo sforzo – promosso dal mondo politico ed economico americano – per diffondere nelle imprese europee tecniche e ricette che assicurassero un innalzamento della produttività e migliorassero le condizioni di reddito e di lavoro. Una matrice “riformista” anima dunque le pubblicazioni e le collaborazioni con enti e centri studi nel primo decennio di attività. I primi testi sono destinati alla formazione dei cosiddetti “capi intermedi”, dei manager e dei venditori, ma contemporaneamente iniziano ad essere pubblicati libri di più ampio respiro scientifico.
Una seconda fase importante matura tra la fine degli anni ’60 e i primi anni ’70. Sono anni segnati dalla fine del miracolo economico e dall’esplosione del conflitto industriale. Le attenzioni della casa editrice si allargano ulteriormente, nello sforzo di capire come quanto accadeva al di fuori delle mura aziendali incidesse e si ripercuotesse sul mondo d’impresa. Il catalogo si diversifica e vi appaiono studiosi di sociologia industriale, urbanistica, pianificazione regionale, economia industriale, psicologia del lavoro e geografia umana.
Negli anni ancora successivi gli interessi continuano ad ampliarsi a nuove aree di studio, con l’apporto di voci importanti negli ambiti del diritto del lavoro, elettrotecnica, elettronica, informatica, psicologia, architettura, sociologia, storia, filosofia, pedagogia e antropologia.
Anche se da allora in poi la fisionomia non sarà più solo quella iniziale – di editoria per la formazione dei quadri e del management aziendale – questo impegno continuerà ad esserne una parte importante e riconosciuta. In virtù di ciò a Franco Angeli viene riconosciuta nel 2000 la nomina a presidente dell’Associazione Italiana Formatori, che eserciterà sino al 2003.
Nel 2005, confermando la grande attitudine a una visione a lungo termine, Franco Angeli afferma: “È necessario sostituire alle fabbriche di prodotti materiali, le fabbriche di idee”.
In riconoscimento della sua attività, il Comune di Milano ha assegnato nel 1972 a Franco Angeli l’Ambrogino d’oro e nel 2008, successivamente alla sua scomparsa, l’iscrizione nel Famedio del Cimitero monumentale, che ricorda i cittadini milanesi che con le loro capacità hanno onorato la città.
Tra gli autori storici si ricordano: Achille Ardigò, Guido Baglioni, Egle Becchi, Bernardo Bernardi, Marcello Cesa-Bianchi, Vincenzo Cesareo, Mario Dal Pra, Franco Della Peruta, Lucio Gambi, Gino Giugni, Francesco Indovina, Guido Nardi, Giuseppe Pera, Romano Prodi, Massimo Scolari, Bernardo Secchi, Enzo Spaltro.

## Catalogo
Al 2022 la casa editrice ha un catalogo con oltre 25.000 titoli, tra cartacei e open access, che spaziano dal management alla psicologia, dalla sociologia all’architettura, dall’economia alle discipline umanistiche.
- Antropologia
- Architettura, design, arte, territorio
- Comunicazione e media
- Didattica, scienze della formazione
- Economia, economia aziendale
- Efficacia personale, carriere, lavoro
- Filosofia, letteratura, linguistica, storia
- Informatica, ingegneria
- Management, finanza, marketing, operations, HR
- Medicina, sanità
- Politica, diritto
- Politiche e servizi sociali
- Psicologia, benessere, autoaiuto
- Psicologia e psicoterapia: teorie e tecniche
- Scienze, tecnologie
- Sociologia